# Ferrari F160
Il Ferrari F160 è un motore a combustione interna a ciclo otto alimentato a benzina con architettura V6 a 60° e cilindrata di 2979 cm³ e dotato di un sistema con doppia sovralimentazione mediata attraverso due turbocompressori, con due intercooler per ogni bancata di cilindri e alimentato a iniezione diretta, prodotto dal 2013 dalla Ferrari. 

## Descrizione
Il motore, che è stato progettato dalla Ferrari per la Maserati, è basato sul monoblocco del motore Pentastar e viene assemblato dalla Ferrari. Nello specifico, i blocchi motore vengono colati e lavorati secondo le specifiche approvate dalla Ferrari negli stabilimenti Chrysler di Kokomo nell'Indiana e di Trenton, per poi essere spediti a Modena in Italia, dove l'assemblaggio finale viene effettuato dalla Ferrari. Questo motore, con testata e blocco in alluminio, condivide varie componenti tra cui il design della camera di combustione, la tecnologia di controllo delle valvole, lo stesso sistema di doppia sovralimentazione e accensione con il motore Ferrari F154. Inoltre con il motore F154 sono in comune altre componenti come l'alternatore, il motorino di avviamento e la pompa del servosterzo e altri, come la pompa dell'olio a portata variabile, sono molto simili. La differenza tra il F160 rispetto al F154 stanno nel monoblocco del motore F160 che è costruito attraverso un processo di pressofusione ad alta pressione (HPDC) utilizzato solitamente per la produzione di propulsori su larga scala. Il motore F160 non ha la funzione overboost e non è utilizzato in nessun modello Ferrari, a differenza del F136 e del F154 che vengono montati sulle Ferrari di normale produzione. La Ferrari è stata responsabile sia della progettazione che dei test di sviluppo di questo motore. 

## Utilizzatori
- Maserati Quattroporte VI (M156)
- Maserati Ghibli (M157)
- Maserati Levante